# Johanna Sällström
Johanna Maria Ellinor Sällström, oprindeligt Johanna Maria Berglund (født 30. december 1974 i Hägersten i Stockholm, døde 13. februar 2007 i Malmø) var en svensk skuespiller.

## Karriere
Johanna Sällström debuterede som 15-årig på Hudiksvall Teater i skuespillet En skærsommernatsdrøm af Shakespeare . Efter at have været på Rudolf Steiner-skole i Delsbo i Hälsingland flyttede hun til sin familie i Stockholm og blev uddannet på teaterlinjen. Som sceneskuespiller var hun også aktiv på Teater Sörmland og Ystad Teater.
Johanna Sällström var i midten af 1990'erne i tv-serien Tre Kronor, hvor hun spillede teenagedatteren Victoria Bärnsten. Det store gennembrud som filmskuespiller var i 1997 i Daniel Fridells film Under Ytan (Under overfladen). For sin rolle i den film blev hun tildelt en Guldbagge som bedste skuespillerinde. Da hun var ude af stand til at klare sin nyfundne berømthed, tog hun enere samme år en pause fra at filme og flyttede til København, hvor hun arbejdede på en café.
I sin tid som skuespiller spillede hun en række roller, herunder Kurt Wallanders datter Linda i optagelsen af Henning Mankells bøger om kriminalpolitimanden Kurt Wallander.

### 2004–2007:Wallander-årene
Johanna Sällström spillede Kurt Wallanders datter Linda i 13 Wallander-film . Filmene blev optaget i 2004 til 2006, og hun flyttede fra Stockholm til Skåne, før optagelserne begyndte.
Sällström var i Koh Lanta, Thailand, under tsunamien i 2004 med sin familie. De overlevede hele katastrofen, men nærtstående har sagt, at begivenheden satte dybe spor i Sällström.
I 2006 havde hun premiere på teaterforestillingen Mågen på Ystad Teater, hvor hun spillede hovedrollen, som blev hendes sidste rolle. Den 12. november 2006 søgte Johanna Sällström akut hjælp på Malmø-hospitalet, da hun led af depression. Sällström fandtes død i sin lejlighed den 13. februar 2007 efter at have taget sit liv. Ved sin død var hun skilt og efterlod en datter.

## Filmografi
- 1993 För brinnande livet
- 1994 Bert
- 1995 30:e november
- 1995 Petri tårar
- 1995 När alla vet
- 1995 Rederiet
- 1996-1997 Tre Kronor
- 1997 Under ytan
- 1998 Kvinnan i det låsta rummet
- 1999 Magnetisørens femte vinter
- 1999 Anna Holt
- 1999 Insider
- 2000 Brottsvåg
- 2000 Dubbel-8
- 2000 En klass för sig
- 2001 Hans och hennes
- 2001 Kommissarie Winter
- 2001 Bekännelsen
- 2002 Hot Dog
- 2003 Paragraf 9
- 2005 Wallander – Inden Frosten
- 2005 Wallander – Byfånen
- 2005 Wallander – Brødrene
- 2005 Wallander – Mørket
- 2005 Wallander – Afrikaneren
- 2006 Sökarna – Återkomsten
- 2006 Wallander – Mastermind
- 2006 Wallander – Den svaga punkten
- 2006 Wallander – Fotografen
- 2006 Wallander – Täckmanteln
- 2006 Wallander – Luftslottet
- 2006 Wallander – Blodsband
- 2006 Wallander – Jokern
- 2006 Wallander – Hemligheten